# Acromatopsia
Il termine acromatopsia indica l'incapacità totale di percepire qualunque colore (diversa quindi dal daltonismo, in cui i colori sono percepiti in modo alterato rispetto al normale). L'acromatopsia parziale viene chiamata discromatopsia.
In base alla causa di questa incapacità, possiamo distinguere:
- acromatopsia congenita
- distrofia dei coni (acromatopsia degenerativa)
- acromatopsia cerebrale

È importante notare che questi tre tipi di acromatopsia, pur avendo in comune la cecità ai colori, differiscono fra loro in modo sostanziale in quanto alle cause, agli altri sintomi cui sono associati, alla loro evoluzione nel tempo e soprattutto alle modalità più appropriate per favorire il massimo grado possibile di autonomia a chi ne è affetto.
Per questo una diagnosi corretta è fondamentale per rispondere in modo adeguato alle necessità specifiche di ogni singolo individuo affetto, che possono essere molto diverse caso per caso: una diagnosi affrettata, non fondata su un a serie completa di esami, fra cui fondamentale un ERG che misuri la risposta differenziale dei tre tipi di coni e dei bastoncelli, potrebbe avere conseguenze dannose, ad esempio limitando eccessivamente l'autonomia di cui l'acromate congenito è capace iper-proteggendolo o, al contrario, trascurando di preparare chi ha una forma degenerativa all'uso di strategie alternative di orientamento e mobilità.

## Acromatopsia congenita
L'acromatopsia congenita è un raro difetto genetico della vista, presente fin dalla nascita e non degenerativo (non peggiora col tempo né porta alla cecità). Le sue manifestazioni caratteristiche sono:
- cecità ai colori (visione monocromatica)
- estrema sensibilità alla luce (abbagliamento)
- bassissima acuità visiva (perdita dei dettagli già a breve distanza)

Una persona affetta da acromatopsia congenita è detta acròmate.
Nella retina dell'occhio normale ci sono due tipi di cellule sensibili alla luce: i coni e i bastoncelli. I coni (6 milioni) sono prevalentemente al centro della retina, nella “macula” e sono specializzati per la visione diurna: permettono di adattarsi alla luce, di percepire i colori e di distinguere i dettagli fini. I bastoncelli (100 milioni) sono prevalentemente alla periferia della retina e sono specializzati per la visione notturna: sono molto più sensibili dei coni e perciò, diversamente da questi ultimi, funzionano anche nella semioscurità) ma “si saturano” rapidamente, disattivandosi, quando la luce aumenta e non permettono di percepire i colori né di distinguere bene i particolari.
Nell'occhio normale i coni e i bastoncelli collaborano e si integrano tra loro, permettendo di vedere in qualunque condizione di luce. Ma nella retina di un acròmate congenito i coni funzionano poco o non funzionano affatto. Perciò una persona con acromatopsia congenita, per vedere, deve affidarsi interamente ai bastoncelli. Ecco perché questi acròmati sono “ciechi ai colori” (parzialmente o totalmente), hanno ridotta acuità visiva e non sono in grado di adattarsi in modo normale all'aumento d'intensità della luce ambientale. La gravità di questi sintomi, comunque, varia molto da persona a persona.

### Tipologia
In generale possiamo distinguere:
- acromatopsia completa (monocromatismo totale dei bastoncelli): la funzione dei coni manca completamente. Questa è quindi la forma più grave
- acromatopsia incompleta (monocromatismo parziale dei bastoncelli): solo una minima parte dei coni funziona. Il numero dei coni residui può variare moltissimo da una persona all'altra
- monocromatismo dei coni blu: una parte dei coni funziona e questi sono tutti del tipo sensibile al blu

### Sintomi
Nelle visite oculistiche i seguenti sintomi possono suggerire una diagnosi di acromatopsia congenita:
- ridotta acuità visiva (incapacità di distinguere i dettagli a distanza)
- nistagmo - movimenti involontari degli occhi
- fotofobia - avversione per la luce
- poca o nessuna percezione dei colori
- fundus (parte posteriore dell'occhio) normale o quasi
- condizione stabile (presente fin dalla nascita e non progressiva)
- ERG fotopico anormale o assente (registrazione dell'attività elettrica dell'occhio eseguita nelle condizioni di luce in cui normalmente i coni sono attivi)
- ERG scotopico normale (registrazione dell'attività elettrica dell'occhio eseguita nelle condizioni di luce in cui normalmente i bastoncelli sono attivi).

#### Acuità visiva
Dato che i coni sono concentrati nell'area maculare della retina, essi permettono la visione centrale. Un difetto nel sistema dei coni porta ad un'acuità visiva molto inferiore rispetto al normale, che non si può correggere con normali occhiali da vista. Questo vale soprattutto per la visione da lontano.
L'acuità visiva degli acròmati congeniti è molto variabile secondo le condizioni ambientali (luce, contrasto, riflessi eccetera). Comunque, anche nelle condizioni più favorevoli, essa non supera il 10% del normale. Ciò significa che con un normale controllo oculistico, anche nelle condizioni migliori, un acròmate riesce a leggere da 6 metri solo le lettere che le persone con vista normale leggono a 60 metri. E nella vita reale, in condizioni molto meno favorevoli, l'acuità visiva di un acròmate può ridursi a meno del 3% del normale.

#### Nistagmo
Il nistagmo varia con:
- la distanza (aumenta quando si cerca di mettere a fuoco da lontano)
- il livello di illuminazione (minore al buio, maggiore con luce intensa)
- la fissazione (peggiora quando ci si sforza di vedere qualcosa)
- l'età - il nistagmo è di solito più pronunciato nell'infanzia e nella fanciullezza e tende a diminuire con l'età.

Gli acròmati manifestano anche un'ampia gamma di errori della rifrazione oculare che vanno da un'estrema presbiopia ad una forte miopia. E in molti di loro si riscontra un significativo astigmatismo, maggiore di quello presente nel resto della popolazione.

#### Fotofobia
Letteralmente, "fotofobia" significa "paura della luce". Tuttavia, chi ha familiarità con questo termine sa che esso non si riferisce a una vera "paura", come avviene per altri termini che contengono "fobia" (come claustrofobia). La fotofobia degli acròmati dipende dal fatto che essi possono vedere solo grazie ai bastoncelli e che i bastoncelli "si saturano" quando la luce diventa troppo intensa. Per questo le esperienze visive degli acròmati quando c'è molta luce somigliano a ciò che succede per un breve istante a chi ha una vista normale, passando bruscamente da un luogo molto buio, a cui gli occhi si erano adattati, a uno molto illuminato.
Per esempio:
- uscendo da un teatro o da un cinema nell'intensa luce del sole;
- svegliandosi in una stanza buia quando qualcuno accende la luce;
- uscendo dalla camera oscura di un fotografo nella stanza accanto con forte illuminazione.

In questi casi chi ha una vista normale sperimenta gli effetti della saturazione dei bastoncelli, l'"abbagliamento" solo per un momento, ma poi si adatta rapidamente alla luce grazie alla normale interazione tra i bastoncelli e i coni della retina.
Gli acròmati congeniti, i cui coni non funzionano normalmente, devono usare lenti filtranti ed altre strategie per cercare di adattarsi alla luce quando essa si fa più intensa. La loro vista diminuisce con l'aumentare dell'illuminazione e aumenta con il diminuire dell'illuminazione. L'effetto della luce sui loro occhi può causare un notevole stress. Ma gli acròmati non sperimentano il dolore o il disagio che accompagnano la fotofobia legata a certi altri tipi di affezioni oculari. La luce non "ferisce", per così dire, i loro occhi. Alcuni acròmati lamentano un affaticamento quando devono sforzarsi molto per vedere in condizioni di luce sfavorevoli ma non si tratta di una manifestazione dell'acromatopsia in quanto tale.

#### Cecità ai colori
“Acromatopsia” vuol dire “non vedere i colori”. “Monocromatismo” vuol dire "vedere sfumature di un solo colore". Si potrebbe pensare che gli acròmati, non essendo in grado di distinguere i colori, vedano il mondo in tonalità di grigio. Ma se ne chiediamo conferma a un acròmate totale, quasi certamente ci risponderà che la parola “grigio” per lui o per lei significa ben poco: è solo un “nome” senza un vero significato, come quelli di tutti gli altri colori. Ha imparato tutti questi nomi per meglio comunicare con coloro per i quali questi nomi hanno senso ma tutto qui. Gli acròmati, comunque, percepiscono molte diverse gradazioni intermedie tra il bianco e il nero. Se non devono usare i nomi dei colori per comunicare con chi vede normalmente, tendono a descrivere un oggetto semplicemente come “più scuro” o “più chiaro” di un altro.
La cecità ai colori si riscontra anche nei pensieri, nei ricordi e nei sogni delle persone affette.

### Esami diagnostici
I seguenti esami specifici si aggiungono ai normali esami oculistici per verificare l'ipotesi diagnostica di acromatopsia congenita:
- Test delle carte di Ishihara (carte pseudoisocromiche)
- Test dell'anomaloscopio di Nagel
- Elettroretinogramma (ERG) fotopico: produce un tracciato ridotto o assente
- Elettroretinogramma (ERG) scotopico: produce un tracciato normale

### Cause
L'acromatopsia congenita è di origine genetica. I fattori di ereditarietà sono completamente differenti nelle due forme principali: monocromatismo dei bastoncelli e monocromatismo dei coni blu.

#### Monocromatismo dei bastoncelli
Nel caso del monocromatismo dei bastoncelli di solito manca una storia familiare del difetto. Maschi e femmine sono affetti in ugual misura. Questi acròmati hanno ereditato due geni difettosi, uno da ciascun genitore. Questo tipo di trasmissione è nota come "autosomica recessiva".
Entrambi i genitori sono portatori del gene difettoso ma non sono affetti da acromatopsia congenita. In questo caso c'è 1 probabilità su 4 (25%) che il figlio erediti entrambi i geni difettosi dai genitori.
Un monocròmate dei bastoncelli rischia di trasmettere il proprio difetto ai figli solo se il partner è portatore dello stesso gene difettoso. Se il partner è un portatore sano, questo rischio è del 50%, se è affetto è del 100%.
Studi condotti indipendentemente in diversi centri di ricerca hanno mostrato che più di un gene può causare il monocromatismo dei bastoncelli. In alcune famiglie il gene è stato localizzato in un'area del Cromosoma 2, mentre in altre è localizzato sul Cromosoma 8.

#### Monocromatismo dei coni blu
Nella retina ci sono tre tipi di coni, ciascuno con un pigmento di colore diverso: blu, verde o rosso. La risposta combinata di questi tre tipi di coni rende possibile la normale visione dei colori.
Mentre nell'acromatopsia completa esiste un difetto generalizzato in tutti i coni, indipendentemente dal tipo, nel monocromatismo dei coni blu i coni si sviluppano normalmente, ma la retina non è in grado di produrre né il pigmento verde né quello rosso, in modo che solo i coni blu funzionano normalmente. Ma a differenza di come si possa pensare il soggetto vede anche gli altri colori perché il cervello rielabora e crea gli altri colori a modo suo; e se si facessero vedere delle tavole di sfumature blu e di sfumature grigie il soggetto risponderebbe che mancano molti colori.
Il pigmento dei coni rossi e verdi è prodotto da geni situati sul cromosoma X che, assieme al cromosoma Y determina il sesso di ogni persona: i maschi hanno un cromosoma X e un cromosoma Y, mentre le femmine hanno due cromosomi X.
Una donna portatrice del difetto su uno dei suoi cromosomi X normalmente non ne è affetta, perché ha anche un cromosoma X normale che "la protegge" dal difetto. Questo secondo cromosoma X può produrre abbastanza pigmento rosso e verde da permetterle di avere, nell'insieme, coni quasi normali.
Un maschio, invece, ha un solo cromosoma X. Perciò qualunque difetto di un gene su quel cromosoma non ha alcuna "protezione", perché il cromosoma Y non contiene un gene sano corrispondente.
Ciascun ovulo o spermatozoo contiene un solo membro della coppia di cromosomi. Se la donna è affetta, le regole della probabilità determinano quale dei suoi due cromosomi X sarà trasmesso al figlio: avrà così il 50% di probabilità di tramandare quello con il gene sano e il 50% di tramandare quello con il gene difettoso. Se suo partner non è affetto, l'ovulo sarà fecondato o dal cromosoma X sano, producendo una femmina, o dal cromosoma Y, producendo un maschio. Perciò esiste il 50% di probabilità che il figlio, maschio o femmina, erediti il difetto. Se è l'uomo ad essere affetto e la moglie è sana non portatrice, le figlie erediteranno il cromosoma X difettoso dal padre e quello sano dalla madre e saranno portatrici sane. I figli maschi saranno sani e non portatori, perché erediteranno il gene X sano dalla madre.

### Epidemiologia
Da un recente studio risulta che negli USA circa una persona ogni 33 000 è affetta da acromatopsia congenita, per un totale di circa 100 000 persone. Non sono noti studi analoghi in Italia. Comunque, se l'incidenza fosse la stessa, nel nostro Paese ci sarebbero circa 20 000 persone affette.
L'acromatopsia congenita è particolarmente diffusa nell'isola di Pohnpei, nell'Oceano Pacifico, dove interessa l'8% della popolazione, e nell'atollo di Pingelap si attesta al 5% della popolazione.

## Distrofia dei coni
A differenza dell'acromatopsia congenita, che è presente fin dalla nascita, la distrofia dei coni è una malattia degenerativa della retina. Essa causa la perdita progressiva della funzione dei coni. I suoi sintomi sono simili a quelli dell'acromatopsia congenita ma possono non presentarsi nei primi anni di vita, mentre tendono ad aggravarsi, più o meno rapidamente, con il passare del tempo. Anche il meccanismo di trasmissione genetica è diverso da quelli del monocromatismo dei bastoncelli e del monocromatismo dei coni blu.

## Acromatopsia cerebrale
Non è causata dal mancato funzionamento dei coni ma da lesioni della corteccia visiva (in particolare nell'area V4), per traumi o patologie (tumori). In questo caso la perdita della percezione dei colori non si accompagna ad una riduzione dell'acuità visiva.